# مارگارت اوگلا
مارگارت آتیینو اوگلا (به انگلیسی: Margaret Atieno Ogola؛ ۱۲ ژوئن ۱۹۵۸–۲۱ سپتامبر ۲۰۱۱) یک رمان‌نویس اهل کنیا بود.
علاوه بر حرفه نویسندگی، اوگلا به عنوان متخصص اطفال و مدیر پزشکی به کودکان یتیم دارای HIV و ایدز خدمت کرده‌است.

## بزرگداشت
در ۱۲ ژوئن ۲۰۱۹، در ۶۰مین سالگرد تولد اوگلا، از وی با یک گوگل دودل تجلیل شد.